# 竹林七贤

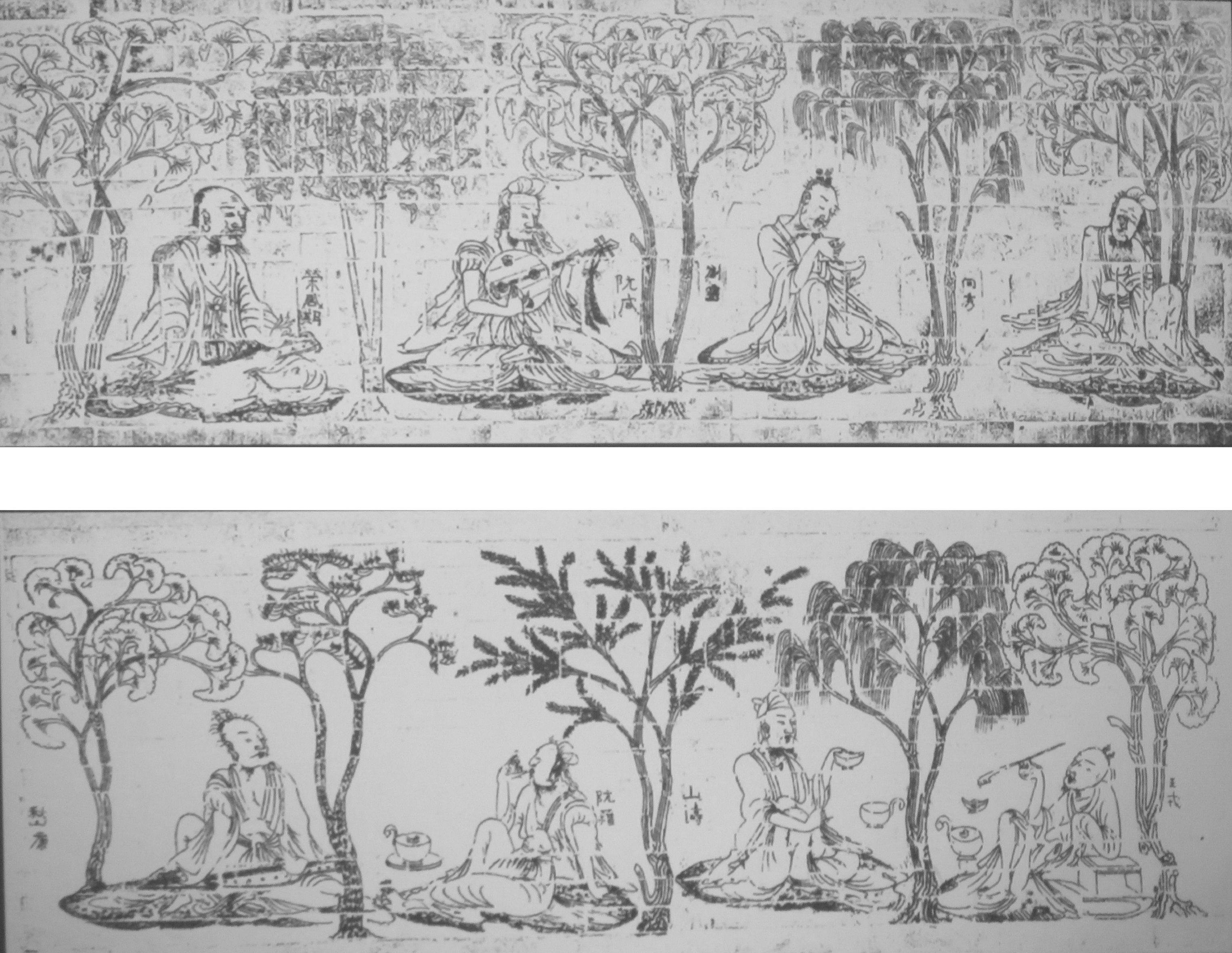
《竹林七賢與榮啟期》，南朝大墓 南京市西善桥宫山北麓，东晋晚期至南朝刘宋时期的帝 王陵墓磚畫。由上至下，左至右分別為春秋隱士榮啟期、阮咸、劉伶、向秀、嵇康、阮籍、山濤、王戎。

竹林七贤是指魏末晋初的七位名士：山涛、阮籍、刘伶、嵇康、向秀、阮咸、王戎。活动区域在当时的山阳县（今河南省焦作市）的竹林裡面。

## 生平
七人是当时玄学的代表人物，雖然他们的思想傾向不同。阮籍、劉伶、嵇康、阮咸始終主张老庄之学，“越名教而任自然”，山濤、王戎則好老莊而雜以儒術，向秀則主張名教與自然合一。他们在生活上不拘礼法，清静无为，聚众在竹林喝酒，纵歌。作品揭露和讽刺司马朝廷的虚伪。
在政治態度上的分歧比較明顯。山濤起先“隱身自晦”，但40歲後出仕，投靠司馬師，歷任尚書吏部郎、侍中、司徒等，成為司馬氏政權的高官。阮籍、劉伶、嵇康等仕魏而對執掌大權、已成取代之勢的司馬氏集團持不合作態度。向秀在嵇康被害後被迫出仕。阮咸入晉曾為散騎侍郎，但不為司馬炎所重。王戎為人鄙吝，功名心最盛，入晉後長期為侍中、吏部尚書、司徒等，歷仕晉武帝、晉惠帝兩朝，在八王之乱中，仍優遊暇豫，不失其位。
竹林七贤的不合作态度为司马氏朝廷所不容，最后分崩离析：阮籍、刘伶、嵇康对司马朝廷不合作，嵇康被杀害，阮籍佯狂避世。山涛、王戎则投靠司马朝廷，竹林七贤最后各散西东。

## 名稱來由
竹林七贤之名的由来，学界存在争议。东晋孙盛《魏氏春秋》文云：“（嵇）康寓居河内之山阳县（治所在今河南省焦作市东），与之游者，未尝见其喜愠之色。与陈留阮籍，河内山涛，河内向秀，籍兄子咸，琅邪王戎，沛人刘伶相与友善，游于竹林，号为七贤。”一般認為“竹林七贤”之名与“集于竹林之下”的竹林之遊有关。
传统说法认为“竹林”位于嵇康在山阳县的寓所附近。嵇康与其好友山涛、阮籍以及竹林七贤中的其他四位常在其间畅饮聚会，因而时人称之为“竹林七贤”。这种说法见于《晋书·嵇康传》及《世说新语·任诞》竹林七贤条。
陳寅恪认为，“竹林七賢”的活動地方實際上並沒有產“竹林”，竹林七賢是先有“七賢”而後有“竹林”，七賢出自《論語》中「作者七人」的事數，有標榜之義。“竹林”之辭，源於西晉末年，佛教僧徒比附內典、外書的格義風氣盛行，乃托天竺「竹林精舍」（Vlenuvena）之名，加於七賢之上，成“竹林七賢”。
王晓毅不认同陈寅恪的观点，从汉晋时期佛经中“竹林”这一译名的出现频率质疑了陈提出的“托天竺竹林精舍”一说，并结合史料实地考察发现魏晋时期黄河流域确实种植有“竹林”，之后又从时间和地点上论证了竹林七贤聚会的可能性，从而认为传统说法对于“竹林七贤”一名由来的记载是真实可信的。

## 作品
- 阮籍：传世作品〈大人先生傳〉，風格與刘伶〈酒德颂〉相似，诗存《咏怀诗》八十二首，著有〈达庄论〉、〈为郑冲劝晋王笺〉等
- 刘伶：好饮酒，传世作品〈酒德颂〉
- 嵇康：善古琴，作品有〈琴賦〉、〈声无哀乐论〉、〈难自然好学论〉、〈养生论〉、〈答難養生論〉、〈与山巨源绝交书〉等。
- 向秀：對嵇康的〈養生論〉有駁難之作〈難養生論〉；嵇康被司馬氏集團殺害後，写有〈思旧赋〉懷念好友嵇康。
- 阮咸：制作了同名乐器——“阮琴”，精通音律，然而在文學方面沒有留下作品

## 評價
岑逸飛認為，如果分五等，嵇康屬優，隱遁招致殺身之禍，作《管蔡論》為管蔡翻案，認為管蔡之反是疑慮周公篡權，影射司馬氏篡魏，鍾會指他「上不臣天子，下不事王侯，輕時傲世，下不為用，無益於今，有敗於俗」，被誅時有3,000名太學生請以他為師；阮籍屬良，狀甚瀟灑，卻能虛與委蛇，聞悉步兵廚人精於釀酒，為飲酒而當步兵校尉，未可厚非，境界及不上嵇康；山濤、向秀屬常，雖有學問，但山濤位至三公，向秀官至黃門侍郎、散騎常侍，嵇康後與山濤絕交，並非無因；阮咸、劉伶屬可，阮放浪形骸，劉為酒徒，皆乏善可陳；王戎屬劣，神童小時了了，大時壞透，全靠獻媚取容，苟全於世，且貪財聚斂，不知休止。
臺灣高雄市有七賢路以紀念之。

## 画像

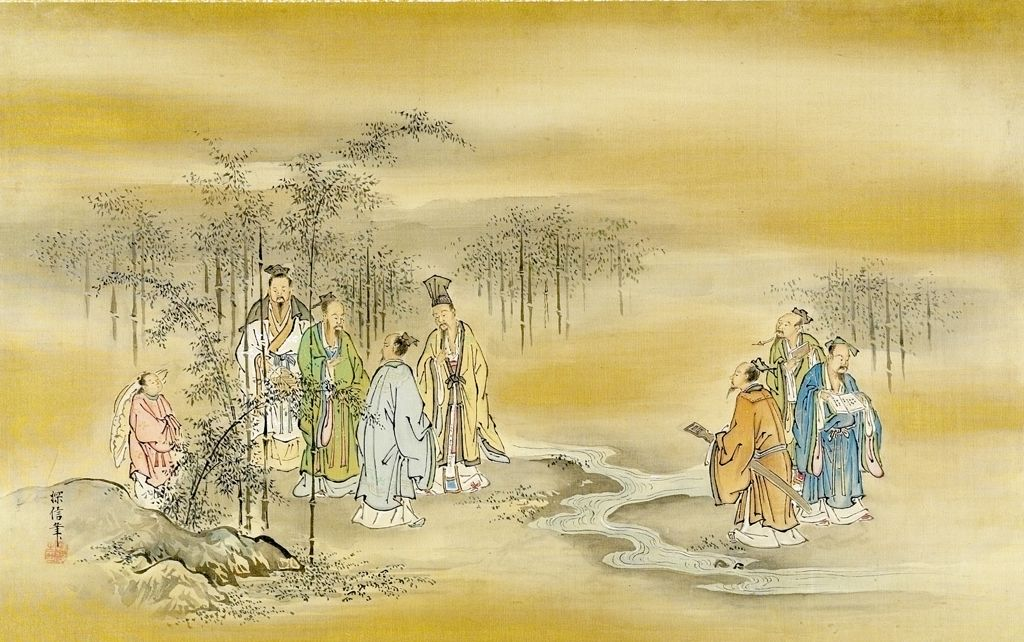
竹林七贤，狩野探信绘
竹林七贤，日本江户时代狩野派作品
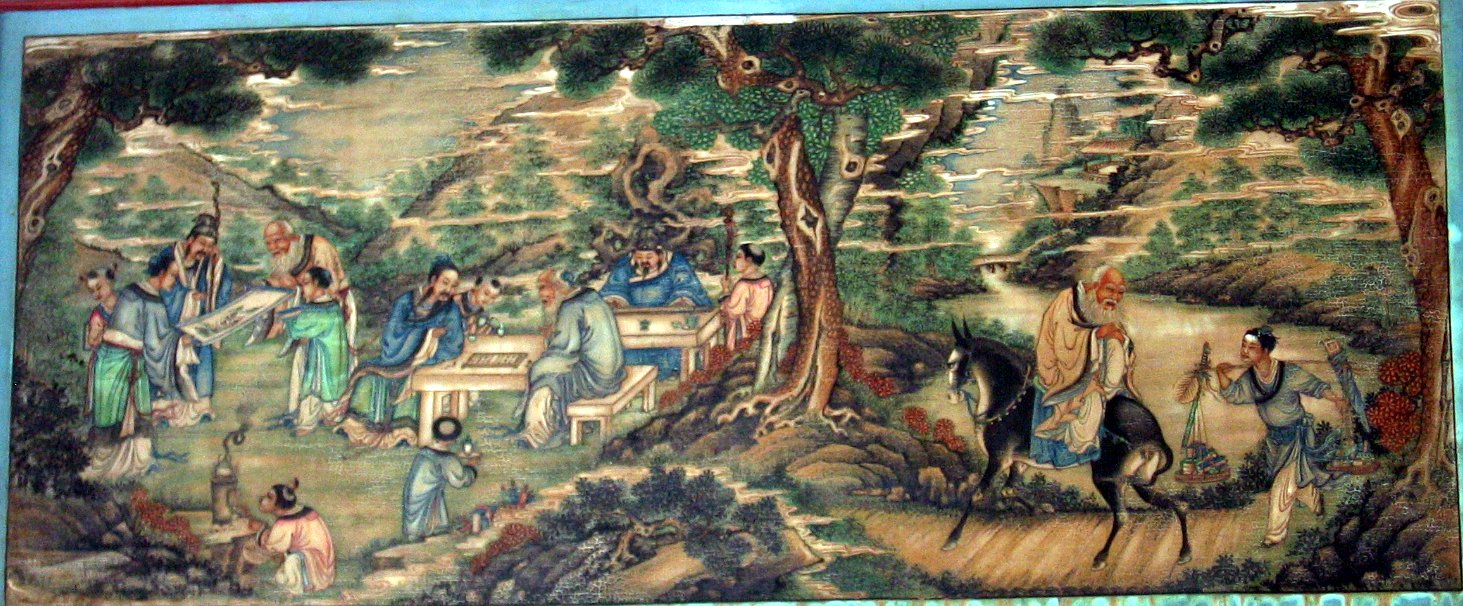
颐和园长廊彩绘
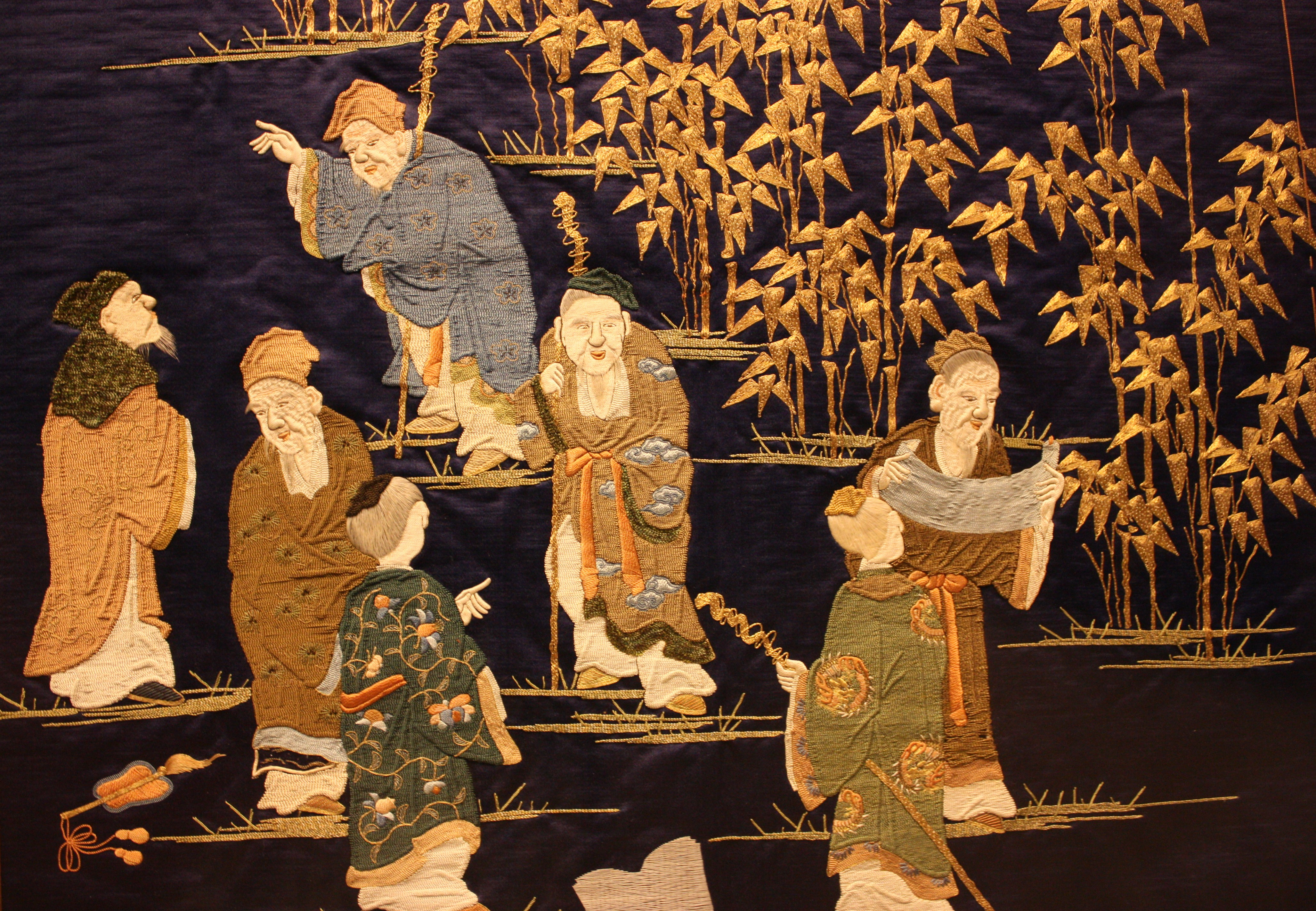
深蓝色缎面刺绣，约1860-1880年
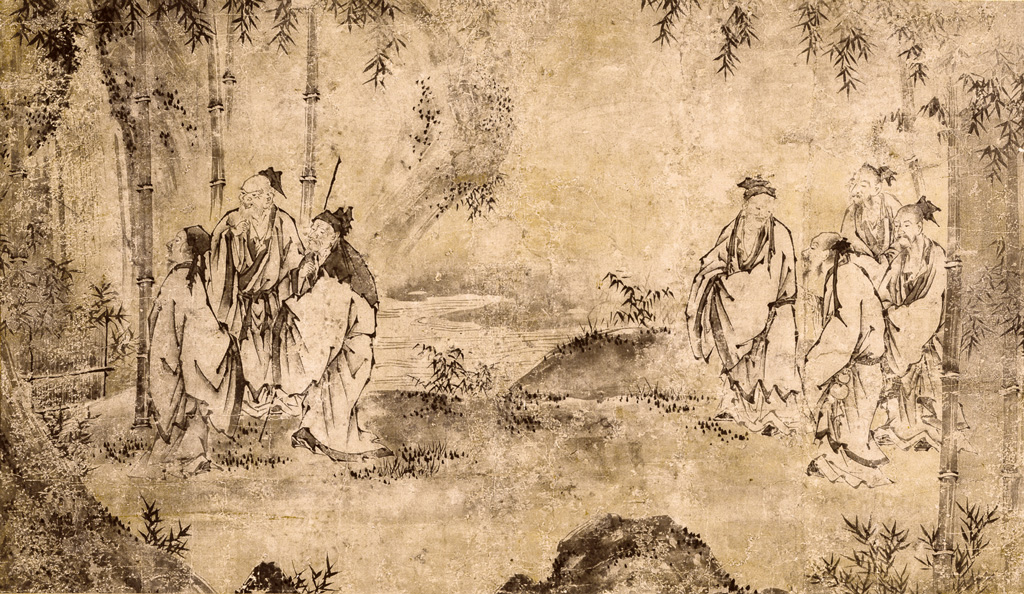

### 引用
1. ↑  《三国志·魏书·王粲传》注
2. ↑  《中国大百科全书·中国文学卷》和《中国大百科全书·中国历史卷》皆同意這樣的說法。
3. ↑  郦道元《水经注》卷九“清水”条“清水出河内修武县（即原山阳县）之北黑山”句注云：“又径七贤祠东，左右筠篁列植，冬夏不变贞萋。魏步兵校尉陈留阮籍，中散大夫谯国嵇康，晋司徒河内山涛，司徒琅邪王戎，黄门郎河内向秀，建威参军沛国刘伶，始平太守阮咸等同居山阳，结自得之游，时人号之为“竹林七贤”，向子期所谓山阳旧居也。后人立庙于其处。庙南又有一泉，东南流，注于长泉水。郭缘生《述征记》所云白鹿山东南二十五里，有嵇公故居，以居时有遗竹焉，盖谓此也。”
4. ↑  陈寅恪在《三国志曹冲华佗传与佛教故事》一文中说：“寅恪尝谓外来之故事名词，比附于本国人物事实，有似通天老狐，醉则见尾。如袁宏《竹林名士传》、戴逵《竹林七贤论》、孙盛《魏氏春秋》、臧荣绪《晋书》及唐修《晋书》等所载嵇康等七人，固皆支那历史上之人物也。独七贤所游之‘竹林’，则为假托佛教名词，即‘Velu’或‘Veluvana’之译语，乃释迦牟尼说法处，历代所译经典皆有记载，而法显（见《佛国记》）玄奘（见《西域记》玖）所亲历之地。”（《寒柳堂集》，上海古籍出版社1980年版，第161页）
5. ↑  王晓毅 《竹林七贤考》 《历史研究》 2001年第5期
6. ↑  岑逸飛. . 《明報》. 1994-05-16.

### 书籍
- 萬繩楠，〈清談誤國（附「格義」）〉，《陳寅恪魏晉南北朝史講演錄》（臺北：雲龍出版，1999）

### 期刊論文
- 顧敏耀，〈異時空符碼再現‧在地化互文演繹——臺灣古典詩中的竹林七賢〉，《臺灣學研究》，第12期，2011年12月，頁95-130。

## 外部連結
- 〈竹林七賢與清談誤國 （页面存档备份，存于）〉